# Arch Hurd
Arch Hurd — проект по переносу окружения Arch Linux на платформу GNU Hurd. Цель проекта — обеспечить Arch-подобную пользовательскую среду (BSD-стиль инициализации скриптов, i686-оптимизированные пакеты, использование менеджера пакетов Pacman, rolling release) на ядре Hurd. Проект создан 4 января 2010 года Михаэлем Уокером (Michael Walker) и Алланом МакРааем (Allan McRae).
На официальном сайте команды разработчиков доступен для загрузки Live CD с возможностью использования как с установкой на диск, так и без. По состоянию на 2012 год, Arch Hurd включал более 200 пакетов в основном и дополнительном репозиториях.